# La Trêve (film, 1997)
Pour les articles homonymes, voir La Trêve.
Pour plus de détails, voir Fiche technique et Distribution.
La Trêve (titre original : La tregua) est un film franco-germano-helvético-italien réalisé par Francesco Rosi, sorti en 1997.

## Synopsis
Le film est une adaptation du roman autobiographique La tregua de Primo Levi qui raconte le retour d'Auschwitz vers leur pays d'origine d'un groupe de survivants de l'Holocauste.

## Fiche technique
- Titre : La Trêve
- Titre original : La tregua
- Réalisation : Francesco Rosi
- Scénario : Tonino Guerra d'après Primo Levi
- Photographie : Pasqualino De Santis (décédé durant le tournage), puis Marco Pontecorvo
- Maquillage : Francesco Freda
- Pays de production :  Italie,  France,  Allemagne,  Suisse
- Format : couleurs - 2,35:1 - Dolby Digital - 35 mm
- Genre : drame, historique
- Durée : 125 minutes
- Date de sortie : 1997

## Distribution
- John Turturro (V. F. : Vincent Violette) : Primo Levi
- Rade Serbedzija : le grec
- Massimo Ghini : Cesare
- Stefano Dionisi : Daniele
- Teco Celio : colonel Rovi
- Roberto Citran : Unverdorben
- Claudio Bisio : Ferrari
- Andy Luotto : D'Agata
- Agnieszka Wagner : Galina
- Lorenza Indovina : Flora
- Marina Gerasimenko : Maria Fyodorovna
- Igor Bezgin : Yegorov
- Aleksandr Ilyin : le mongol
- Vyacheslav Olkhovskiy : lieutenant Sergei
- Anatoli Vasilev : docteur Gotlieb